# Raja equatorialis
Raja equatorialis (лат.) — вид хрящевых рыб семейства ромбовых скатов отряда скатообразных. Обитают в тропических водах восточно-центральной и юго-восточной части Тихого океана между 27° с. ш. и 4° ю. ш. Встречаются на глубине до 200 м. Их крупные, уплощённые грудные плавники образуют диск в виде ромба со слегка вытянутым рылом. Максимальная зарегистрированная длина 88 см. Откладывают яйца. Не являются объектом целевого промысла.

## Таксономия
Впервые вид был научно описан в 1890 году. Родовая принадлежность вида до сих пор не ясна и требует уточнения. 

## Ареал
Эти демерсальные скаты обитают в Калифорнийским заливе и у берегов Коста-Рики, включая воды, омывающие Галапагосские острова. Встречаются на континентальном шельфе на глубине от 20 до 200 м.

## Описание
Широкие и плоские грудные плавники этих скатов образуют диск в виде ромба с вытянутым рылом и закруглёнными краями. На вентральной стороне диска расположены 5 жаберных щелей, ноздри и рот. На длинном хвосте имеются латеральные складки. Максимальная зарегистрированная длина 88 см.

## Биология
Подобно прочим ромбовым эти скаты откладывают яйца, заключённые в жёсткую роговую капсулу с выступами на концах. Эмбрионы питаются исключительно желтком. 

## Взаимодействие с человеком
Эти скаты не являются объектом целевого промысла. Могут попадаться в качестве прилова при траловом лове креветок. Данных для оценки Международным союзом охраны природы охранного статуса вида недостаточно.